# Hlapec Jernej in njegova pravica
Hlapec Jernej in njegova pravica je socialna povest slovenskega pisatelja Ivana Cankarja, ki je izšla leta 1907 v zbirki Monumenta litterarum Slovenicarum pri založbi L. Schwentner. 
Avtor je knjigo napisal, ker je bil pripadnik socialnodemokratske politične stranke in je hotel na volitvah prejeti kar največ glasov. Knjiga je bila napisana in izdana takoj po volitvah. Avtor je v tem delu opozarjal na spopad med pravico lastnine in pravico delavcev/delavstva. Povest je prevedena v številne tuje jezike in je med avtorjevimi pomembnejšimi deli. Delo temelji na Cankarjevih resničnih doživljajih socialne problematike doma in širše v svetu.

## Vsebina
Hlapec Jernej je pri starem Sitarju delal na domačiji 40 let. Po smrti starega Sitarja verjame, da zaradi 40-letnega vloženega dela pripada posest njemu, dobi pa jo, seveda, gospodarjev najstarejši sin, ki pa nikoli ni vlagal kaj dosti dela in časa v kmetijo. Zato se Jernej razburi in kar ne neha zahtevati, kar mu, po njegovem mnenju, pripada. Mladi Sitar pa ga nažene s posestva, saj ga noče trpeti in ga tako prepusti usodi, saj je vse, kar je Jernej imel, delo in življenje na domačiji. 
Zatorej se odpravi naokoli do pomembnih ljudi na Betajnovi (pri študentu, županu, kmetih v krčmi, pri otrocih, pri sodniku), ko pa je ne najde tam, se pa odpravi v Ljubljano, kjer išče pravico pri sodnikih, kjer ga tudi priprejo. Ve, da ima pravico do zemlje, ki mu je bila krivično odtegnjena, in zatorej prosi in prepričuje ljudi, da mu jo pomagajo doseči. Za pravico sprašuje zdaj Jernej pri ljudeh v vasi, kasneje se odpravi v mesto in jo išče tam. Nazadnje se odpravi celo na Dunaj, a je tudi tam ne najde. Povsod mu nasprotujejo in se ga otepajo, češ starec je nor, dokler jim ni zadosti in ga zaprejo. Pošljejo ga v rojstno vas, kjer ga zavrne župan, zatem se odpravi v domačo vas in se obrne še na župnika. Ko ga zavrne še slednji, se odloči zažgati Sitarjevo domačijo. Ljudem, ki pridejo pomagat gasit ogenj, se Jernej sladko nasmeje, da nima težav kako si sedaj prižgati pipo. Vržejo ga v ogenj, kjer umre. 

## Ideja in motivi
Gre za spopad med pravico lastnine in pravico dela/delavstva. Jernej se srečuje z ljudmi, pri katerih išče svojo pravico, a je ne najde. Predstavlja družbenozgodovinsko utemeljno pravico proletariata do plodov svojega dela. Prepričan je, da bo Jernej našel pravico.
Ogenj gori z rdečim plamenom! Ta rdeči plamen naj bi bil simbol za revolucijo v družbenem sistemu in pa v glavah ljudi. Iz nasprotja med Jernejevo miselnostjo in stvarnim svetom se poraja Jernejeva tragika. On pač ne razume, kako se mu lahko godi taka krivica, a je nihče ne vidi ali pa noče videti. On verjame v svojo idejo in verjame v možnost njene uresničitve, drugi pa ga zavračajo kot blazneža in vedno bolj se zdi, da je hlapčevo upanje iluzorno.

## Oblika
Pripoved je slogovno na visoki ravni, ima tudi prvine iz Biblije – biblijski slog. Paralelizem členov, s katerim so poudarjene hlapčeve besede, retorična vprašanja, metafore. Pojavlja se tudi močna ironija, ki je bila vedno Cankarjevo orožje, s katerim je v svojih delih žalil in poniževal nasprotnike ter njihova dejanja in mišljenje. Z vsem tem se nam o Jerneju izgradi čisto drugačna podoba kot tista, ki si jo ustvarimo pri besedi »hlapec«.
Hlapec Jernej, njegova ideja in ideal pripadajo bolj daljni prihodnosti in se zato to iskanje pravice v sedanjosti zdi nesmiselno. Povest ima ciklično paralelno zgradbo, med samim pripovedovanjem pa se začuti idejno stopnjevanje ob vsakem novem pogovoru Jerneja z ljudmi, na katere se obrne.

## Zbirka
Povest Hlapec Jernej in njegova pravica je izšla v zbirki Monumenta litterarum Slovenicarum, v založbi Lavoslav Schwentner. Zbirko sestavljajo kratke proze, poezije, priročniki in drame.

## Izdaje in prevodi
- Slovenski izvirnik iz leta 1907
- Drama Hlapec Jernej in njegova pravica iz leta 1923
- Prevod v esperanto (Rudolf Rakuša), podlistek v reviji Esperanto-Praktiko, Berlin, v letih 1929 in 1930
- Zbrana dela Krpanova kobila, Hlapec Jernej in njegova pravica, Satirični in polemični spisi iz leta 1930
- Dramsko delo v nemščini iz leta 1932
- Dramsko delo v slovenščini iz leta 1932
- Knjiga iz leta 1944
- Dramsko delo Hlapec Jernej in njegova pravica, za oder priredil Milan Skrbinšek iz leta 1945
- Kratka proza (priredil Boris Merhar) iz leta 1947
- Notno gradivo v slovenskem in ruskem jeziku iz leta 1948
- Kratka proza v Braillovi pisavi iz leta 1956
- Kratka proza iz leta 1959
- Zbrano delo v slovenskem in nemškem jeziku iz leta 1967
- Kratka proza iz leta 1967
- Kratka proza iz leta 1969
- TV drama iz leta 1972
- Knjiga iz leta 1973
- 1. ponatis iz leta 1976
- Odrska priredba (priredil Jože Babič) iz leta 1976, 1. natis
- Kratka proza v ukrajinskem jeziku iz leta 1976
- Roman v slovenskem in madžarskem jeziku iz leta 1977
- 2. ponatis iz leta 1978,
- Dramsko delo v beneškem narečju iz leta 1983
- 1. ponatis iz leta 1984
- Izbrano delo iz leta 1985
- 2. izdaja zbranega dela iz leta 1986
- Kratka proza iz leta 1990
- Kratka proza iz leta 1992
- Izbrano delo iz leta 2001
- Kratka proza iz leta 2006
- Kratka proza v japonskem jeziku iz leta 2008
- Kratka proza (elektronski vir) iz leta 2011
- Kratka proza (elektronski vir) iz leta 2012
- Kratka proza (elektronski vir) iz leta 2013
- Kratka proza 1. izdaja iz leta 2014
- Zbrana dela (elektronski vir) iz leta 2014